# Serguéi Guerbel
Serguéi Guerbel (en ucraniano: Сергій Гepбeл), político ucraniano nacido en 1856 en una familia de comerciantes de la provincia de San Petersburgo, primer ministro durante el Hetmanato.
Tras cumplir el servicio militar en 1883, se instaló en Jersón donde desempeñó diversas funciones en los consejos y los condados de la provincia. Ingresó en el consejo de la región en 1886 y en 1900 se convirtió en su presidente. De 1903 a 1904, fungió como gobernador de Járkov. De 1904 a 1912, fue responsable de la economía local, dependiente del Ministerio de Interior ruso y miembro del Consejo de Estado. 
Durante la Primera Guerra Mundial recibió varias condecoraciones, como la Orden de Santa Ana de tercera clase, la Orden de San Vladimiro de cuarta clase y la Orden de San Estanislao de segunda clase.
El 29 de mayo de 1918, pasó a representar al Consejo de Ministros del nuevo Hetmanato ante el Estado Mayor del Ejército austrohúngaro en Odesa. A partir del 3 de julio, participó en la reforma agraria puesta en marcha por el primer ministro Fiódor Lizogub. Subrayó la necesidad de reorientar la política extranjera estatal ucraniana con el fin de establecer una federación de territorios del antiguo Imperio ruso. Presidió el último Gobierno del Hetmanato a finales de 1918, favorable a la unión con Rusia.
A mediados de diciembre, fue arrestado en Kiev y encarcelado por las nuevas autoridades republicanas. Liberado en febrero de 1919, se instaló en Odesa. Más tarde se exilió en Alemania. Se desconoce la fecha de su fallecimiento.